# هنري كابلان
هنري كابلان (بالإنجليزية: Henry Kaplan)‏ هو إشعاعاتي ‏ أمريكي، ولد في 24 أبريل 1918 في شيكاغو في الولايات المتحدة، وتوفي في 4 فبراير 1984 في بالو ألتو في الولايات المتحدة بسبب سرطان الرئة.